# ميجان ماكورميك
ميجان ماكورميك (بالإنجليزية: Megan McCormick)‏ هي مقدمة تلفزيونية أمريكية، ولدت في 1973 في غلينديل في الولايات المتحدة.

## وصلات خارجية
- ميجان ماكورميك على موقع IMDb (الإنجليزية)
- ميجان ماكورميك على موقع روتن توميتوز (الإنجليزية)
- ميجان ماكورميك على موقع قاعدة بيانات الفيلم (الإنجليزية)